# Кралски музей за изящни изкуства (Антверпен)
Кралски музей за изящни изкуства (на нидерландски: Koninklijk Museum voor Schone Kunsten Antwerpen) e художествен музей в Антверпен, Белгия.

## История
Открит е през 1810 г. Сградата му е построена между 1884 и 1890 г. Експозицията на музея отразява развитието на изкуството в Антверпен през XVI и XVII век, когато градът е един от най-важните културни центрове на Европа. През октомври 2010 г. постоянната експозиция е закрита и в музея се провежда мащабна реконструкция, която започва през май 2011. Музеят е преоткрит на 24 септември 2022 г. след 11 години работа. Той е разширен с нова зала за модерно изкуство.

## Галерия
- ХIV и XV век
- Ян ван Ейк 
Дева Мария до извора
- Рогир ван дер Вейден. Седемте тайнства, централна част: Разпятие в църква
- Симоне Мартини. Олтар „Орсини“, сцена: Сваляне от кръста
- Жан Фуке. Мадоната с Младенеца
- Антонело да Месина. Разпятие с Мария и Св. Йоан Кръстител
- Ханс Мемлинг. Портрет на мъж с римска монета

- Творби ХVI и XVII век
- Тициан. Папа Александър VI представя Якопо Пезаро – епископ на Пафос на св. Петър
- Куентин Масейс. Св. Магдалена
- Лукас Кранах Стари. Каритас
- Петер Паул Рубенс. Поклонението на влъхвите
- Петер Паул Рубенс. Възпитание на Богородица
- Петер Паул Рубенс. Арката на монетния двор, задна лицева страна
- Антонис ван Дайк. Оплакването на мъртвия Христос
- Корнелиус де Вос. Портрет на семейство.
- Антонис ван Дайк Портрет на художника Мартен Пепин
- Якоб Йорданс. Като старият пее, младият свири на свирки.
- Франс Халс. Портрет на Стефанус Геерердс
- Школа на Рембранд. Портрет на Елеазар Свалмиус

- Творби XVIII и XIX век
- Винсент ван Гог. Селянка вади картофи
- Амедео Модиляни Седяща гола жена